# (81971) Turonclavere
(81971) Turonclavere (2000 QX68) – planetoida z pasa głównego asteroid okrążająca Słońce w ciągu 5,56 lat w średniej odległości 3,14 j.a. Odkryta 22 sierpnia 2000 roku.